# God’s Pocket Marine Provincial Park
Der God’s Pocket Marine Provincial Park ist ein 2036 Hektar (ha) großer Provincial Park in der kanadischen Provinz British Columbia. Der Park umschließt die Gewässer und Inseln um das westlich gelegene Hurst Island und das östlich gelegene Bell Island im Regional District of Mount Waddington.

## Anlage
Der nahezu rechtwinklige Park ist 6 km lang sowie etwas mehr als 3 km breit und liegt am westlichen Ende der Königin-Charlotte-Straße, bevor diese in den Queen Charlotte Sound übergeht. Innerhalb der Gruppe der Marine Parks in British Columbia ist er der sechstgrößte. Das Parkgebiet umfasst im Wesentlichen die Landflächen von Hurst Island und der Bell Island sowie verschiedenen weiteren allerdings noch kleineren Inseln, außerdem die umgebende Wasser- und Litoralflächen (550 ha Landfläche und 1486 ha Wasser- und Litoralfläche). Südlich des Parks liegt der Goletas-Kanal.
Bei dem Park handelt es sich um ein Schutzgebiet der Kategorie II (Nationalpark).
Der Tidenhub des Seegebietes beträgt an den umliegenden Messstationen in Port Hardy und an der Shushartie Bay im Regelfall zwischen 1 und 5 Meter. Dabei werden die Gewässer um den Park (hauptsächlich der Gordon-Kanal) von Schiffen passiert, die auf der Inside Passage oder dem Alaska Marine Highway unterwegs sind.

## Geschichte
Wie bei fast allen Provincial Parks in British Columbia gilt auch für diesen, dass er lange bevor die Gegend von europäischen Einwanderern „entdeckt“, besiedelt oder sie Teil eines Parks wurde, Jagd- und Fischereigebiet verschiedener Gruppen der Küsten-Salish war. Hier lebten besonders die Tlatlasikwala, welche zu den Kwakwaka'wakw gehören. Im Nordosten von Hurts Island, lag in der Vergangenheit eine Siedlung der Tlatlasikwala namens sa̱ksa̱gis. Zu den ersten europäischen Entdeckern gehörten die Spanier Cayetano Valdés und Dionisio Alcalá Galiano.
Der Park wurde am 13. Juli 1995 mit einer Gruppe von insgesamt 56 Provincial Parks, darunter auch sechs Marine Parks, eingerichtet. Seit seiner Einrichtung änderte sich mehrfach sein Schutzstatus bzw. das entsprechende Schutzrecht und auch die Größe des Schutzgebietes, zuletzt im Jahr 2004.

## Flora und Fauna
Das Ökosystem von British Columbia wird mit dem Biogeoclimatic Ecological Classification (BEC) Zoning System in verschiedene biogeoklimatischen Zonen eingeteilt. Biogeoklimatische Zonen zeichnen sich durch ein grundsätzlich identisches oder sehr ähnliches Klima sowie gleiche oder sehr ähnliche biologische und geologische Voraussetzungen aus. Daraus resultiert in den jeweiligen Zonen dann auch ein sehr ähnlicher Bestand an Pflanzen und Tieren. Innerhalb dieser Systematik werden die Landflächen des Parkgebiets der Coastal Western Hemlock Zone (CWHvh1) zugeordnet.
Der Park dient unter anderem dem Schutz mehrere seltene oder bedrohter Arten. Zu den im Park vorkommenden Meeressäugerarten, welche auch repräsentativ für die Meerenge der Queen-Charlotte-Straße sind, gehören Fischotter, Seeotter, Seehunde, Stellerscher Seelöwen, Grauwale, Schwertwale (resident und transient), Buckelwale, Pazifische Weißseitendelfine, Dall-Schweinswale und Gewöhnliche Schweinswale. Außerdem kommen hier auch Pazifischer Heilbutt sowie verschiedene Lachsarten wie Rotlachs, Buckellachs oder Ketalachs vor. Der Park bietet Nisthabitat und ist ein Migrationsstopp sowie Rastplatz für Vögel, darunter der Weißkopfseeadler, das Odinshühnchen, der Klippenausternfischer, der Marmelalk sowie weitere Alken- und Sturmvögel.

## Benachbarte Schutzgebiete
Südwestlich des Parks befindet sich in etwa 35 km Luftlinie auf Vancouver Island der rund 220 km² große Cape Scott Provincial Park. Nördlich des Parks und des Gordon-Kanals liegt über zahlreiche Inseln, hauptsächlich der Deserters Group und der Walker Group, verteilt das rund 73 km² große Schutzgebiet des Mahpahkum-Ahkwuna/Deserters-Walker Conservancy.

## Aktivitäten
Der Park ist ein sogenannter „Marine Park“ und daher an Ausstattung sowie Infrastruktur an Nutzer ausgerichtet die mit dem Boot anreisen. Innerhalb des Parks findet sich im Westen von Hurst Island, an der Christie Passage, ein privates Urlaubsresort (das „God's Pocket Resort“). Campingplätze sind im Park nicht ausgewiesen, aber dass „wilderness camping“ ist abweichend von vielen Provinzparks hier ausdrücklich erlaubt. Schwerpunkte der touristischen aktivitäten sind das Kayaking, Fischen und Tauchen. Für die meisten Nutzer ist das südöstlich gelegene Port Hardy der Ausgangspunkt für ihre Parkbesuche.